# Wymysłów (Huta Drewniana)
Wymysłów – część wsi Huta Drewniana w Polsce, położona w województwie łódzkim, w powiecie radomszczańskim, w gminie Kobiele Wielkie.
W latach 1975–1998 Wymysłów administracyjnie należał do województwa piotrkowskiego.